# Козицький Пилип Омелянович
Пили́п Омеля́нович Кози́цький (11 (23) жовтня 1893, Летичівка — 27 квітня 1960, Київ) — український радянський композитор, музикознавець, педагог і громадський діяч. Вітчим героїні німецько-радянської війни Гулі Корольової.

## Життєпис
Народився 11 (23 жовтня) 1893 в селі Летичівці (тепер Монастирищенського району Черкаської області). 1917 року закінчив Київську духовну академію, у 1920 році — Київську консерваторію (клас композиції Болеслава Яворського, клас гармонії та інструментовки Рейнгольда Глієра).
У 1918–1924 роках викладав у Київському музично-драматичному інституті імені Миколи Лисенка, а також викладач співів у Першій українській гімназії ім. Т. Г. Шевченка. У 1921–1928 роках був одним з організаторів і керівників Музичного товариства імені Миколи Леонтовича. Був головним редактором журналів «Музика» (у 1923–1927 роки) і «Музика масам» (у 1928–1931 роки).

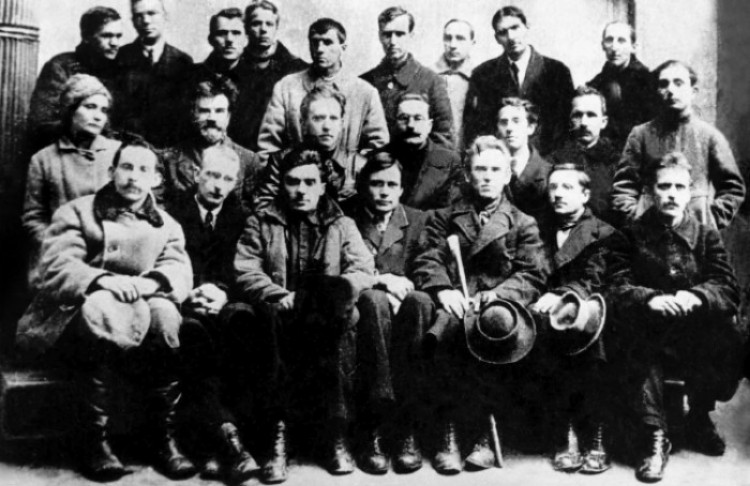
Зустріч харківських і київських митців. Київ, 1923 р. Зліва направо, перший ряд: Максим Рильський, Юрій Меженко, Микола Хвильовий, Майк Йогансен, Григорій Михайлов, Михайло Вериківський, Пилип Козицький. Другий ряд: Наталя Романович, Михайло Могилянський, Василь Еллан-Блакитний, Сергій Пилипенко, Павло Тичина, Павло Филипович, Антін Хуторян. У третьому ряду стоять: Дмитро Загул, Микола Зеров, Михайло Драй-Хмара, Григорій Косинка, Володимир Сосюра, Тодось Осьмачка, Володимир Коряк, Михайло Івченко, Борис Якубський

У 1925–1935 роках був головою Вищого музичного комітету Народного комісаріату освіти УРСР у Харкові, читав лекції з історії української музики в музично-драматичному інституті. Від 1935 року — викладач Київської консерваторії, від 1945 року — її професор. Серед учнів Пилипа Козицького — музикознавиці Леніна Єфремова, Людмила Каверіна тощо.
У 1938–1941 роках був художнім керівником Української державної філармонії (під час німецько-радянської війни — в евакуації в Уфі). Член ВКП(б) з 1940 року.
З 1944 року — заступник голови Управління у справах мистецтв при РНК УРСР, з січня 1945 по липень 1948 року — заступник голови Комітету у справах мистецтв при РНК УРСР і начальник музичного управління Комітету у справах мистецтв при РНК УРСР.
У 1952–1956 роках — голова правління Спілки композиторів України.

Могила Пилипа Козицького

Мешкав у Києві в будинку на вулиці Жовтневої революції, № 20/8, у трикімнатній квартирі № 10 на першому поверсі. Помер 27 квітня 1960 року у Києві. Похований на Байковому кладовищі (ділянка № 8а; надгробок — оргскло, граніт; скульптор О. О. Ковальов; встановлений у 1963 році).

## Творчість
Музика Козицького ґрунтується на народно-пісенній творчості, пов'язана з традиціями української музичної класики.

### Твори
- Опери:
  - «Невідомі солдати» (1934), друга редакція — «Жан Жіранден» (1937),
  - «За Батьківщину» (1943).
- Кантати:
  - «Пам'яті більшовика» (1951) — для хору а капела,
  - «Здрастуй, весно» (1952) — для дитячого хору.
- Твори для симфонічного оркестру:
  - сюїта «Козак Голота» (1925),
  - поема «Дочка партизана» (1938).
- Хори:
  - «Десять шкільних хорів» (1921),
  - «Вісім прелюдів пісень» (1924),
  - диптих «Дивний флот» (1925),
  - «Вісім українських народних новел» (1936).
- Інструментальні ансамблі.
- Твори для фортепіано.
- Романси, пісні:
  - «Пісня про Якіра» на слова Володимира Сосюри.
- Обробки народних пісень.
- Музика до вистав «Березоля»:
  - «Король бавиться» Віктора Гюго (1927),
  - «Плацдарм» Мирослава Ірчана (1932) та ін.
- Музика до кінофільмів:
  - «Стожари» (1939),
  - «Кубанці» (1939).

На слова Тараса Шевченка створив пісню «Ой по горі роман цвіте», дитячі хори без супроводу «Все упованіє моє», «Учітеся, брати мої», «На городі пастернак», «Ой одна я, одна» (стала народною піснею), хор русалок із «Причинної» (усі видано 1922).
Працював над симфонією «Тарас Шевченко», але не завершив її.

### Музикознавчі праці
- «Українська народна пісня» (1936).
- «Тарас Шевченко і музична культура» (1952).
- «Спів і музика в Київській академії за 300 років її існування» (1971).
- Наукові дослідження та статті про творчість Миколи Леонтовича, Кирила Стеценка, Бориса Лятошинського, Бедржиха Сметани та інші.

## Відзнаки
Заслужений діяч мистецтв УРСР (з 1943 року). Нагороджений орденом Леніна, орденом Трудового Червоного Прапора, медалями.

## Вшанування пам'яті
У 1961 році в кімнаті кафедри історії музики (аудиторія № 41) Київської консерваторії, в якій з 1943 по 1960 рік працював завідувачем кафедри Пилип Козицький, йому встановлено мармурову меморіальну дошку. Того ж року у Залізничному районі Києва на його честь названо вулицю.
5 березня 1962 року в Києві, на фасаді будинку № 20/8 по вулиці Жовтневої революції (нині Інститутська), де з 1943 по 1960 рік мешкав композитор, йому встановлено другу меморіальну дошку (бронза, граніт; барельєф; скульптор О. О. Ковальов, архітектор П. Є. Захарченко).